# Haus Wagner

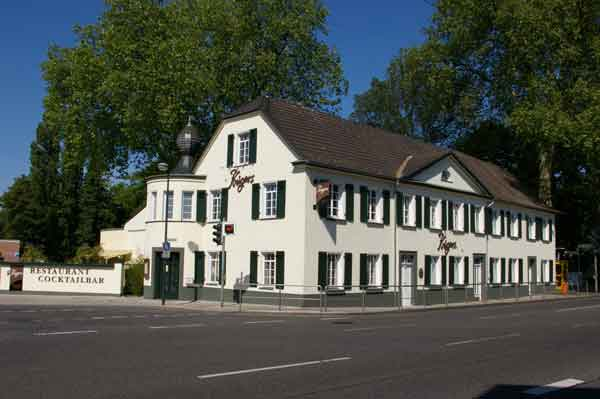
Haus „Wagner“, Post-Gasthof 1793–1904, Rathaus von 1806 bis 1885

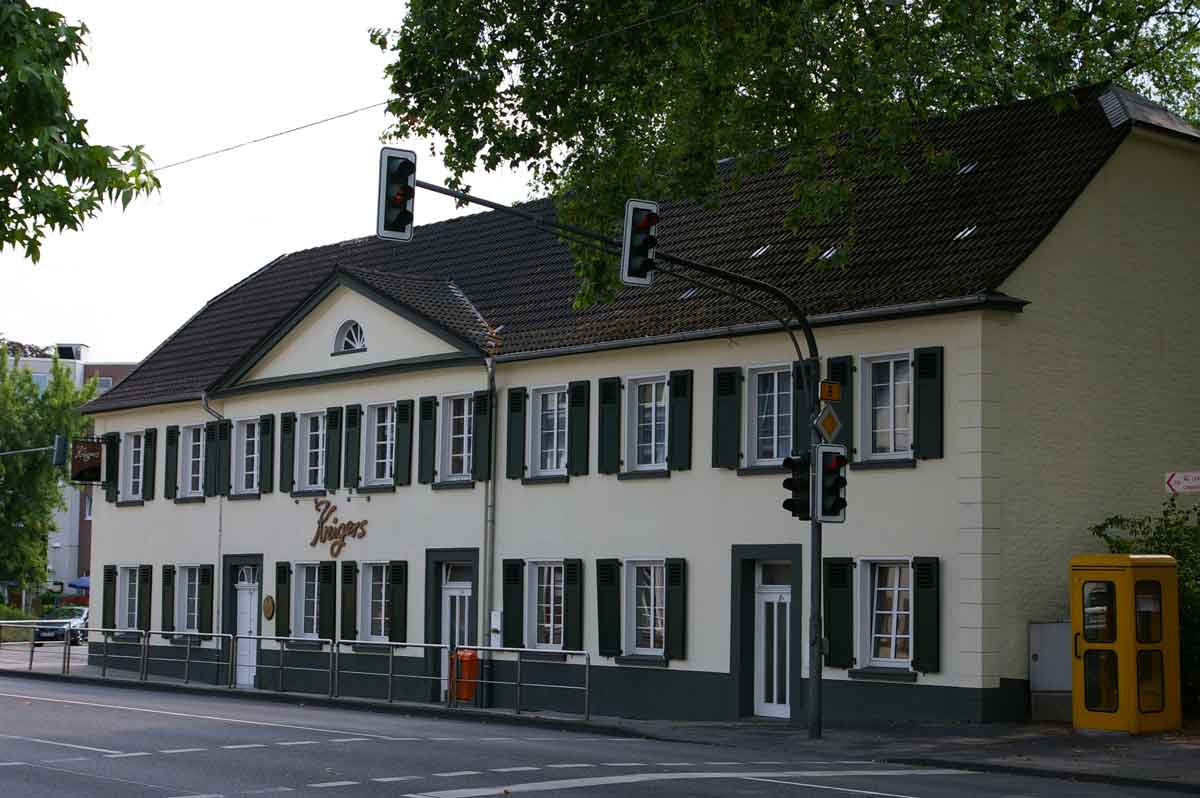
Haus Wagner, beherbergt derzeit die Gaststätte „History“

Haus Wagner, ein Baudenkmal in Langenfeld (Rheinland), beherbergte einst die Gaststätte der Hochfürstlich Thurn und Taxis’schen Posthalterei. Heute ist dort ein Restaurant mit gehobener Gastronomie zu Hause.

## Beschreibung
Das Haus wurde als zweigeschossiges Backsteingebäude mit Krüppelwalmdach um 1790 erbaut. An die Südwestecke ist ein runder Treppenturm mit Helmaufsatz angefügt. Nach Norden zu befindet sich mittig eine dreieckige, flache Dachgaube. Zur Linken und im hofseitigen Anbauten ist ein gastronomischer Betrieb untergebracht, die rechte Seite und das erste Geschoss werden für Wohnzwecke genutzt.

## Lage
Das Gebäude liegt gegenüber dem Berliner Platz in Langenfeld-Mitte, genau am Schnittpunkt der einstigen Via Publica, der nachmaligen Köln-Arnheimer Chaussee und heutigen B 8, und dem zweiten wichtigen Fernhandelsweg, der Provinzialstraße Elberfeld–Hitdorf. Letzterer ist auf weiter Strecke mit der heutigen B 229 deckungsgleich. Regional besehen, führt die Hauptstraße, von Hitdorf im Südwesten kommend, nordostwärts nach Richrath und Hilden, biegt jedoch als Solinger Straße zuvor in Immigrath ostwärts nach Solingen und Wuppertal ab. Im Norden der einstigen Via Publica liegen Berghausen und Düsseldorf, im Süden Opladen, Leverkusen und Köln. Über die am Berliner Platz abzweigende Schulstraße gelangt man zur Talstraße, einstmals ein Teil der ältesten Verbindung durch das Rheinland, des Mauspfads.

## Gebäudegeschichte
Das um 1790 erbaute Haus diente ab 1793 als Gasthaus für Reisende und Postillone der früheren Cölln-Düsseldorfer Mittelstation der Hochfürstlich Thurn und Taxis’schen Posthalterei. Erste Posthalter und damit auch erste Gastwirte des Hauses waren Hermann Braches und sein Schwager Johann Peter Lungstraß. Der nachgenannte wurde später sogar kaiserlicher Reichsposthalter und gleichzeitig Bürgermeister der Gemeinde. Vor dem Haus selbst befand sich ein „Barriere“ genannter Schlagbaum, weshalb das Haus Mitte des 19. Jahrhunderts auch Wirtshaus zur Barriere genannt wurde. Die Poststation selbst befand sich allerdings nicht im Haus Wagner, wie vielfach vermutet wird, sondern in einem Gebäude auf der gegenüberliegenden Straßenseite, dem Haus Löwenberg auf dem heutigen Berliner Platz.
In der dortigen Poststation verrichteten bis zu 24 Postillone auf vier Postlinien ihren Dienst. In den Remisen standen bis zu 96 Pferde. Jeder Postillon der Kutschenpost, es gab auch Postreiter, betreute einen Zug mit jeweils vier gleichfarbenen Pferden. Ab dem Jahr 1806 bis in das Jahr 1885 (Müller nennt 1808–1887) war im Haus Wagner auch das Rathaus, erst der „Munizipalität Richrath“, dann der „Gesamtgemeinde Richrath-Monheim“ untergebracht. Bürgermeister in den Jahren 1821 bis 1849 war Johann Hubert Rosellen.

## Vermischtes
- 1879 wurde im Haus Wagner von Dr. med. Meunier aus Hitdorf eine erste armenärztliche Praxis für Langenfeld eingerichtet. Damit wurden die Bemühungen der Gemeinde belohnt, die sich seit etwa 1849 um die Niederlassung eines Arztes bemüht hatte.[2]
- Von kurzer Dauer war die Einrichtung eines Arbeiter- und Soldatenrates beim Gastwirt Neuss des Hauses Wagner am 9. November 1918. Diese Kapitel schlugen englische Besatzungstruppen bereits am 15. Dezember 1918 wieder zu.[2]
- Mitte August 1946 wurde im Haus Wagner der Ortsverband der FDP gegründet.[2]

## Der Volksgarten
Der Volksgarten mit seinen gut 5000 m² Grundfläche gehörte einst mit zur Posthalterei. Während die Pferdegespanne ausgetauscht wurden, konnten sich die Reisenden in dem Garten erholen. Bis in das Jahr 1870 war der Garten über drei Generationen hinweg Eigentum der Posthalter-Familie Lungstraß. Anschließend gehörte der Park zusammen mit dem Gebäude der einstigen Poststation und dem Postgarten (an der Villa Berger gelegen) verschiedenen Eigentümern, die das vormalige Gebäude der Posthalterei teils industriell nutzten. Zu dieser Zeit nannte man den Park auch Löwenberg'schen Park. Friedrich Kreusch, seines Zeichens Bürgermeister der Gemeinde Richrath-Reusrath erwarb das gesamte Gelände schließlich im Jahre 1927 für die Kommune. Damit gelang es ihm, seinen Plan umzusetzen, ein Zentrum für die Gemeinde zu schaffen (Langenfeld-Mitte, die alte Mitte der Stadt). 1928 wurde das gesamte Parkareal neu bepflanzt und der Öffentlichkeit als Erholungsfläche übergeben. Seit 2008 befindet sich dort in einer verglasten Ausstellungshalle der Kotten des Schalenschneiders Wilhelm Jacobs wieder aufgebaut und der Öffentlichkeit zugänglich.